# 夢人 (ミュージシャン)
夢人（ユメヒト、1985年9月22日 - ）は、三重県四日市市出身のミュージシャン。AB型、身長170cm、体重50kg。彩冷える、ヘルブロス、テレサのメンバーである。

## 経歴
- 2004年、そろばんを結成
- 2006年11月、彩冷えるに加入。
- 2010年8月7日、彩冷えるを脱退。
- 2010年9月17日、AYABIEのボーカルとして活動を開始。
- 2012年10月31日、11月1日Raphael の2daysライブにスペシャルサポートギタリストとして参加。
- 2013年1月6日、葵のワンマンライブ「一世風靡ケミストリー」にサポートメンバーとして出演した。
- 2013年12月にAYABIEを脱退[1]。後にセッションバンド「KAKASHI」を行い、セッションメンバーを中心に「ベル」を結成した。
- 2019年5月8日、彩冷えるとして活動を再開。
- 2019年6月23日、ベル脱退。
- 2019年10月15日、ヘルブロス結成。
- 2024年9月23日、テレサ結成。

## 人物
- 子供のころの夢は漫画家だった。
- 好きなアーティストは安全地帯、工藤静香。
- 諸星夢人の名義でも活動しており、プロデュースイベント「モロホシプレミアム」を毎年開催している。イベントに必ずゲストを呼んでいる。
- 彩冷える、テレサではギター担当。ヘルブロスではギターボーカルを担当。全楽曲の作詞を担当している。
- 自身のバンドの他、riceのYUKIとRobin's peace Bk.を結成して活動をしている。
- 彩冷えるのボーカル・葵のソロプロジェクト「葵-168-」に楽曲提供をしている。